# Карапиші (заповідне урочище)
Карапиші — заповідне урочище місцевого значення. Об'єкт розташований на території Черкаського району Черкаської області, східна околиця села Кононча зліва від шляху на село Хмільна, напроти мосту.
Площа — 2 га, статус отриманий у 1979 році.